# RB 111
RB 111 är en svensk segelbåtstyp i plast konstruerad av Roland Bergström, tillverkad i cirka 50 exemplar mot slutet av 1980-talet. Längd 11,10 meter, bred 2,70, deplacement 5 ton. Lystalet 1,20 ger en hänvisning till att det är en snabb segelbåt.
Skrov och däck i balsasandwich och fenköl i bly.
7/8 dels rigg med bakåtsvepta spridare, kan seglas med eller utan backstag.
Sin storlek till trots är båten mycket lättmanövrerad och seglas lätt av en person .
RB111 har klassbåtstatus med klassregel, är alltså erkänd av Svenska Seglarförbundet.

## Källhänvisningar
- Sailguide RB 111